# جورج كريست
جورج برينارد كريست (بالإنجليزية: George Brainard Crist)‏ مواليد 23 يناير 1931 في هارتفورد، كونيتيكت، هو جنرال برتبة أربع نجوم من قوات مشاة بحرية الولايات المتحدة، كان أول مرشح من البحرية يشغل منصب القائد العام للقيادة المركزية للولايات المتحدة من عام 1985 إلى 1988.